# Canapile
Canapile (Canavil in piemontese) è una frazione del comune di Racconigi, in provincia di Cuneo, da cui dista 3,5 km in direzione sud est.

## Storia
La frazione nasce come agglomerato di cascinali in una zona un tempo specializzata nella coltivazione della canapa, come indica il nome stesso.

Fino agli anni trenta del novecento a sud dell'abitato si estendeva nella zona il Bosco di Santa Maria, riserva di caccia attrezzata ad uso della famiglia reale che fu fatto abbattere dall'amministrazione della real casa per rifare tutti i sentieri del re e costruire le cascine nuove per aiutare l'ormai indebolita economia agricola delle frazioni racconigesi. Attualmente è costituita da cascinali e alcune abitazioni civili. È una delle frazioni più piccole di Racconigi.

## Geografia antropica

### Urbanistica
La frazione si presenta come un nucleo di cascinali e case di più recente costruzione. Il centro è costituito da una piazzetta prospiciente la piccola chiesetta di San Pietro in Vincoli, sulla quale si affacciano alcune case tra cui la vecchia scuola elementare, attiva fino agli anni sessanta del Novecento, divenuta poi abitazione privata.

## Arte
Al centro della frazione si erge la chiesa di San Pietro in Vincoli, edificata nel 1764 al posto di un'antica cappella. La piccola chiesetta è diventata punto di riferimento religioso di una vasta area agricola forse a partire già dal 1400, quando era una piccola cappella dedicata ai Santi Pietro e Paolo.
Di proprietà comunale, l'edificio fu restaurato nel 1835 in seguito ad un evento atmosferico che distrusse il tetto, che fu abbassato per non compromettere la stabilità dell'edificio.
La chiesa è di modeste dimensioni, la parte posteriore corrisponde al presbiterio, è più alta di circa un metro rispetto alla parte anteriore e porta ancora il segno dell'arco di volta della preesistente navata. La chiesetta non ha caratteristiche architettoniche rilevanti ma è opera di maestranze locali, la facciata è lineare senza decorazioni, tipica delle cappelle campestri.
Il prospetto frontale presenta tre finestre ed un portone d'ingresso a due battenti in legno con elementi in rilievo, è anche presente un piccolo campanile, l'interno è su pianta rettangolare con un solo piccolo altare.
Nel 1946 fu rifatto il tetto e nel 1957 il pavimento. Recentemente la chiesa è stata restaurata, prima nel 2005 con la manutenzione straordinaria del tetto ed ora, tra il 2012 e il 2013, sono state eseguite stratigrafie per determinare le coloriture originali della facciata esterna. Dalle stesse è emersa una colorazione monocroma a marmorino, si sono poi rilevate altre più recenti decorazioni a riquadratura della porta e delle finestre, attualmente, secondo quanto concordato con la Soprintendenza per beni architettonici e paesaggistici del Piemonte e con la Soprintendenza per i beni storici, artistici ed etnoantropologici è stata riproposta la coloritura originale monocroma a marmorino.
Nella parte interna, sulla volta, troviamo delle decorazioni databili intorno ai primi del novecento realizzate a secco probabilmente su decorazioni precedenti, lateralmente nel presbiterio sono presenti due dipinti di precedente fattura raffiguranti Sant'Antonio e Santa Lucia, uno di essi datato 1873 è probabilmente dell'autore Borri.
Le pareti erano state ritinteggiate negli anni 1960-'70 con colore chiaro, il recente restauro ha recuperato la decorazione dei primi del 1900 coeva con la decorazione della volta.
Nel corso dei recenti lavori di descialbo e pulitura delle pareti sono venute alla luce alcune parti di un pregevolissimo affresco dedicato a Sant'Antonio e Santa Lucia sulla parte destra. Tale affresco è sicuramente collocato sulla muratura originale della cappella campestre ed è databile intorno al 1600 (o forse alla seconda metà del 1500).
Nel concentrico sorge l'ottocentesca Villa Grosso, casa privata dotata di tetto spiovente e di giardino, di proprietà, nel novecento, del giurista e politico torinese Giuseppe Grosso, presidente della Provincia di Torino e Sindaco di Torino.

## Economia
Predomina il settore agricolo con coltivazione intensiva di mais, soia, grano e erbe officinali. Recentemente è stata introdotta la coltura del pomodoro destinato alle industrie conserviere. L'allevamento è specializzato nel settore bovino e caprino.